# Rio Cojocaru
O Rio Cojocaru é um rio da Romênia, afluente do Tohăniţa, localizado no distrito de Braşov.